# 生きる (いきものがかりの曲)
「生きる」（いきる）は、いきものがかりの楽曲。自身の6作目の配信シングルとして、ソニー・ミュージックレーベルズ / エピックレコードジャパンからダウンロード配信で2020年3月20日に発売された。

## 概要
作詞・作曲は水野良樹。2019年12月からSNS上で連載されていたきくちゆうき作の漫画『100日後に死ぬワニ』のテーマにいきものがかりのメンバーが深く共感したことから本楽曲及びコラボムービーの制作企画がスタート。急ピッチで制作が進められ、最終回投稿日である2020年3月20日の午後8時2分（「ワニ」の語呂合わせ）にコラボムービーが公開され、同時に楽曲の配信も開始した。
漫画『100日後に死ぬワニ』は、100日後に死を迎えることが読者に知らされているが、内容はいわゆる日常系の4コマ漫画であり、その作品を受けて水野は「死」というテーマに向き合ったときに浮かんでくる感情を作詞し、バラードナンバーに仕上げている。
配信ジャケットのイラストは、きくちゆうきによる描き下ろし。

## 収録曲
1. 生きる　(5:30)
作詞・作曲：水野良樹 / 編曲：亀田誠治
Recorded&Mixed：甲斐俊郎／Drums：玉田豊夢／Bass：亀田誠治／Guitar：小倉博和／Piano：皆川真人／Strings：今野均ストリングス[2]

## コラボムービー
いきものがかりの公式YouTubeチャンネルで公開。漫画『100日後に死ぬワニ』のコマが使用され、100日間のワニを振り返る内容となっている。
コラボムービーのスタッフに大手広告代理店・電通関連人物がクレジットされていたことから、漫画自体が当初から同社による企画だったのではないかと嫌疑をかける声があがったため、コラボムービー配信翌日には水野ときくちによるトーク配信がTwitter上で行われた。

### スタッフ
- CD・企画：大石タケシ
- AD：小杉幸一
- PR：谷村直泰
- PM：小林拓路
- 演出：鈴木菜音
- 編集：柳原聡子
- PRプランナー：根本陽平（電通PR）